# Agapetus cocandicus
Agapetus cocandicus är en nattsländeart som beskrevs av Mclachlan 1875. Agapetus cocandicus ingår i släktet Agapetus och familjen stenhusnattsländor. Inga underarter finns listade i Catalogue of Life.